# Bahía de Shenzhen
La bahía de Shenzhen es un cuerpo de agua ubicado en el sur de la República Popular China, la bahía funciona como el límite entre la ciudad de Yuen Long en Hong Kong y la ciudad de Shenzhen en Guangdong. También se conoce como Hau Hoi Wan (chino: 后 海灣) en Hong Kong, y Bahía profunda (chino: 深圳 湾) en China continental.

## Etimología
El nombre cantonés local de la bahía es Hau Hoi Wan (后 海灣), que significa bahía trasera (mar). Está enfrente de otra bahía, Tsin Hoi Wan (chino: 前 海灣; pinyin: Qiánhǎiwān), que significa bahía de frente (mar), al otro lado de la península de Nantau. El carácter chino 后 (Hau, literalmente reina) en 后 海灣 es el homónimo de 後 (Hau, literalmente atrás), y también su carácter simplificado. Algunos atribuyen el carácter 后 (Hau) a la diosa de la misericordia y el mar, Tin Hau (天后).
El nombre de bahía de Shenzhen llegó mucho más tarde, al menos después del establecimiento de la Zona Económica Especial de Shenzhen en 1980. El nombre se hizo más notable después de que un hotel se llamara Shenzhen Bay en inglés. Mientras que el gobierno de China usa el nombre ampliamente, la gente y el gobierno de Hong Kong continúan usando el nombre oficial (后 海灣).

## Conservación y cooperación regional
Con la urbanización de Shenzhen y Hong Kong y las actividades de cría de ganado que se llevan a cabo a lo largo de la costa, las aguas de la bahía se han visto cada vez más contaminadas por las aguas residuales domésticas y los desechos del ganado. En vista de esto, el gobierno de Hong Kong y el gobierno provincial de Guangdong anunciaron en 1990 que la bahía se designará como un lugar donde se debe dar prioridad a la protección y conservación conjunta.
El interior de la bahía está registrado en la lista de humales de importancia", y los humedales son de gran valor ecológico. El ecosistema acuático del lugar es único, con una amplia variedad de vida silvestre. Debido a su importante valor ecológico, Deep Bay Inner Bay y Mai Po fueron designados como "Sitio Ramsar" en 1995.
En 2000, el gobierno de Hong Kong y el gobierno provincial de Guangdong establecieron el "Grupo de trabajo regional de gestión ambiental de la bahía de Dapeng y la bahía profunda (bahía de Shenzhen)" en el marco del "Grupo de cooperación ambiental y de desarrollo sostenible de Guangdong-Hong Kong" para fortalecer la cooperación y proteger el Deep Bay y el entorno acuático de la bahía. Con el fin de mejorar la calidad del agua, los dos gobiernos han formulado el "Plan de implementación conjunta de control de la contaminación del agua de Bahía profunda (bahía de Shenzhen)", que establece las medidas de control de la contaminación implementadas por los dos gobiernos en etapas, principalmente a través de la expansión y optimización de infraestructura de alcantarillado para reducir Las aguas residuales se vierten en la bahía y el plan se revisa periódicamente para evaluar la eficacia y formular las medidas complementarias necesarias. En la actualidad, se ha reducido la cantidad de contaminación vertida en Deep Bay. Después de mediados de la década de 2000, la calidad del agua de la bahía y el río que desemboca en esta ha seguido mejorando.
En el pasado, el agua dulce del río de las Perlas y del río Sham Chun se encontraban con el agua del mar de la China Meridional, que es muy adecuada para el crecimiento de manglares, por lo que los productos pesqueros locales (como el camarón Jiwei) y las ostras son muy abundantes. Con el declive de la agricultura de Hong Kong, los estanques de peces y los campos de arroz abandonados en Yuen Long han regresado a sus humedales originales y se han convertido en un paraíso para las aves.

## Actividades ilegales

### Inmigración ilegal
Antes de la década de 1950, los residentes de China continental podían entrar y salir libremente de Hong Kong desde la frontera terrestre de Shenzhen-Hong Kong. Para evitar la afluencia de un gran número de refugiados de la parte continental, el gobierno colonial de Hong Kong estableció puestos de control fronterizos terrestres y visados obligatorios para entrar a Hong Kong. Tenían que entrar a Hong Kong por tierra. Como resultado, no fue fácil. En ese momento, muchos inmigrantes ilegales se colaban por la bahía por agua y aterrizaban en la zona de Lau Fau Shan.

### Piratería
Como las aguas de la bahía están cerca de Shekou en la frontera con China Continental, la piratería fue rampante en la década de 1960. En el pasado, los piratas del límite chino-hongkonés cruzaron la frontera hacia las aguas de la bahía, tomando como rehenes a los pescadores de Hong Kong y robando ostras.

## Eventos
El 1 de septiembre de 1970, el criador de ostras de Liu Faushan Zeng Niu y sus hijos Zeng Bingnan y Zeng Zaoxing fueron secuestrados por militantes del Partido Comunista de China. Los militantes dispararon y mataron a Zeng Niu en las aguas británicas de la bahía durante el periodo del dominio colonial de Hong Kong, pero Zeng Bingnan fue cortado.
A las 9 a. m. del 27 de julio de 2010, estaba lloviendo mucho y tormentas eléctricas en la bahía y los Nuevos Territorios occidentales. Bajo severas condiciones climáticas convectivas, al menos tres trombas marinas aparecieron en la bahía y tardaron más de diez minutos en disiparse. El personal del Centro Meteorológico del Observatorio de Hong Kong en el Aeropuerto Internacional de Hong Kong también observó estas trombas marinas. Este es el segundo fenómeno de manga marina en aguas de Hong Kong en una semana.
A las 2:42 pm del 19 de noviembre de 2010, cerca de la bahía (22,5 grados de latitud norte, 113,9 grados de longitud este), que se encuentra a unos 35 kilómetros al noroeste del Observatorio de Hong Kong, se produjo un terremoto con una magnitud de 2,8 El terremoto especial de Rik (revisó la Tabla de intensidad del terremoto de Macquarie) El cuarto grado), las poblaciones en Shenzhen y Hong Kong sintieron el impacto.